# Lagoecia
- Commons
- Wikispecies

Lagoecia L. é um género botânico pertencente à família Apiaceae.

## Espécie
Apresenta uma única espécie:
- Lagoecia cuminoides L.
- «Lista das espécies»

## Classificação do gênero
| Sistema | Classificação                      | Referência               |
| ------- | ---------------------------------- | ------------------------ |
| Linné   | Classe Pentandria, ordem Monogynia | Species plantarum (1753) |